# Estádio Caio Martins
O Estádio Caio Martins ou Estádio Mestre Ziza é um estádio de futebol localizado na cidade de Niterói, no estado do Rio de Janeiro, no Brasil. Atualmente, o estádio que pertence ao Governo do Estado. O estádio faz parte do Complexo Esportivo Caio Martins, que possui ginásios para vários esportes, já foi utilizado pelas categorias de base e futebol feminino do Botafogo de Futebol e Regatas que oficializou a devolução do espaço e não administra mais o local desde 2023. 

## História
O estádio foi construído em 1941, no terreno do antigo gasômetro da cidade, atendendo ao desejo do governador do estado do Rio de Janeiro, Ernani do Amaral Peixoto, que desejava que jogos do Campeonato Carioca de Futebol fossem realizados em Niterói. Sua inauguração foi em 20 de julho do mesmo ano. Na primeira partida, o Club de Regatas Vasco da Gama venceu por 3 a 1 o Canto do Rio Foot-Ball Club.
Seu nome original, Caio Martins, homenageia o escoteiro Caio Vianna Martins, que ficou conhecido por, com quinze anos de idade, após um grave acidente ferroviário em Minas Gerais envolvendo vários mortos e feridos, ter recusado ajuda médica e aconselhado o socorro de outras vítimas. "Há muitos feridos aí. Deixe-me que irei só. Um escoteiro caminha com as próprias pernas", disse. Saiu caminhando e desfaleceu quando chegou em Barbacena. Morreu horas mais tarde, em consequência de uma intensa hemorragia interna.
Caio Martins foi o primeiro complexo de estádio de futebol utilizado como prisão na América Latina, a partir de abril de 1964, no início da Ditadura Militar. Segundo o Departamento de Ordem Política e Social (DOPS) do Rio de Janeiro, mais de 300 presos teriam passado pelo estádio, mas esse número pode ser superior a mil. No momento, todas as celas e galerias do DOPS do Rio de Janeiro e Guanabara estavam lotadas, e a solução encontrada foi utilizar o ginásio do complexo. O Caio Martins recebeu presos de vários municípios fluminenses, presos sob a acusação de subversão, a maioria envolvida com atividades sindicais. O uso se estendeu até os primeiros dias de julho.
O Botafogo já mandava alguns de seus jogos no estádio desde 1981, quando enfrentou o Madureira Esporte Clube, em 20 de setembro, com partida encerrada em 0 a 0.
No início dos anos 2000, o estádio foi renomeado, sob determinação da Câmara de Vereadores da cidade, para Estádio Mestre Ziza. Contudo, a mudança não foi de agrado dos botafoguenses, já que o niteroiense homenageado, Zizinho, era jogador do rival Clube de Regatas do Flamengo na primeira metade do século XX. A imprensa e os torcedores continuam chamando o estádio de Caio Martins.
O estádio passou, no início de 2003, por uma grande reforma. Chegou a ter capacidade para 15 000 pessoas, divididas entre arquibancadas de concreto e tubulares, cadeiras vips e camarotes. Foi apelidado de "Caldeirão" pela torcida. As arquibancadas do caldeirão também foram reformuladas. Após a obra, uma das arquibancadas foi transformada em cadeira vip e mais duas arquibancadas tubulares foram acrescentadas para comportar mais torcedores. Além disso, um dos mais modernos painéis eletrônicos do estado do Rio de Janeiro fora instalado no estádio. Entretanto, em 2005, as obras foram desfeitas pois a diretoria do clube acreditava que o clube estava "apequenando-se" ao jogar num estádio acanhado.
A última partida oficial neste estádio ocorreu em 12 de dezembro de 2004, válida pelo Campeonato Brasileiro, onde o Botafogo perdeu para o Corinthians por 2 a 1. Hoje, o local recebe escolinhas e alguns jogos das categorias de base do clube, além de ser um dos locais alternativos de treinamento da equipe profissional. Atualmente, sua capacidade é de 12 000 pessoas. 
Apesar de a concessão ser válida até o ano de 2027, o clube acertou com o Governo do Estado do Rio de Janeiro, em 2021, a devolução do espaço, voltando seus esforços para a região do antigo Estádio Mané Garrincha, onde treina parte das categorias de base.
O maior público da história do Botafogo no Caio Martins foi em uma vitória de 2 a 0 contra o Santos Futebol Clube em 26 de abril de 1992, valida pelo Campeonato Brasileiro, com 13.160 espectadores (12.072 pagantes).
No período entre 29 de abril e 31 de outubro de 2013 o Ginásio do Caio Martins foi utilizado pelo TRE-RJ como um dos locais de Recadastramento Biométrico para os eleitores do município de Niterói.
Em 2025, após sofrer com anos de abandono por parte do Governo do Estado, noticiou-se que o estádio teria parte de suas arquibancadas demolidas para viabilizar a construção de um "piscinão", um reservatório de águas pluviais subterrâneo, a fim de amenizar o impacto das fortes chuvas na região. O plano para reforma também previa a construção de um parque público no local do campo, decretando o fim do Caio Martins como estádio de futebol. No entanto, posteriormente, a Prefeitura de Niterói comunicou que a obra não aconteceria, e que, ao menos inicialmente, seria realizado um projeto básico, sem alteração no complexo. A dissonância mostrou que os governos municipal e estadual entraram em rota de colisão a respeito do que seria feito com o Caio Martins, cujo complexo, administrado pelo segundo e que não será alterado pela reforma, atende mais de dois mil alunos de nove modalidades esportivas. 